# Dell (Arkansas)
Dell – miasto w Stanach Zjednoczonych, w stanie Arkansas, w hrabstwie Mississippi.